# Чернігівський обласний комітет Комуністичної партії України
Чернігівський обласний комітет КП України — орган управління Чернігівською обласною партійною організацією КП України (1932–1991 роки). Чернігівська область утворена 7 жовтня 1932 року.

## Перші секретарі обласного комітету (обкому)
- жовтень 1932 — 20 серпня 1937 — Маркітан Павло Пилипович
- серпень 1937 — 23 квітня 1938 — в.о. Михайлов Олексій Дмитрович
- 23 квітня 1938 — березень 1943 — Федоров Олексій Федорович
- 12 вересня 1943 — 3 березня 1948 — Кузнєцов Михайло Георгійович
- 3 березня 1948 — 18 вересня 1953 — Рогинець Михайло Георгійович
- 18 вересня 1953 — 17 липня 1955 — Марков Василь Сергійович
- 17 липня 1955 — 10 вересня 1959 — Куманьок Порфирій Хомич
- 10 вересня 1959 — 11 січня 1963 — Дорошенко Петро Омелянович
- 11 січня 1963 — 7 грудня 1964 (сільський) — Борисенко Микола Михайлович
- 15 січня 1963 — 7 грудня 1964 (промисловий) — Ясинський Леонід Васильович
- 7 грудня 1964 — 29 квітня 1970 — Борисенко Микола Михайлович
- 29 квітня 1970 — 8 січня 1984 — Уманець Микола Васильович
- 8 січня 1984 — 13 січня 1990 — Палажченко Леонід Іванович
- 22 січня 1990 — 23 квітня 1991 — Лісовенко Василь Трохимович
- 23 квітня — серпень 1991 — Шаповал Петро Дмитрович

## Другі секретарі обласного комітету (обкому)
- жовтень 1932 — жовтень 1934 — Різниченко Яків Захарович
- січень 1935 — квітень 1937 — Тодрес-Селектор Володимир Захарович
- травень 1937 — 23 квітня 1938 — Михайлов Олексій Дмитрович
- 23 квітня 1938 — червень 1938 — в.о. Химченко Микола Прохорович
- 4 червня 1938 — листопад 1939 — Компанець Іван Данилович
- грудень 1939 — 10 вересня 1940 — Кузнєцов Михайло Георгійович
- 10 вересня 1940 — 1941 — Петрик Микита Олексійович
- вересень 1943 — травень 1944 — Петрик Микита Олексійович
- травень 1944 — березень 1948 — Дрожжин Михайло Іванович
- березень 1948 — лютий 1954 — Єрмолаєв Дмитро Семенович
- лютий 1954 — липень 1955 — Куманьок Порфирій Хомич
- липень 1955 — 11 січня 1963 — Замула Василь Никифорович
- 11 січня 1963 — 7 грудня 1964 (сільський) — Демидов Віктор Митрофанович
- 15 січня 1963 — 7 грудня 1964 (промисловий) — Поляков Євген Михайлович
- 7 грудня 1964 — 1973 — Демидов Віктор Митрофанович
- 1973 — квітень 1981 — Нікуліщев Володимир Михайлович
- квітень 1981 — грудень 1988 — Агеєнко Микола Іванович
- грудень 1988 — 1991 — Мисник Павло Олексійович
- 1991 — серпень 1991 — Петренко Микола Гнатович

## Секретарі обласного комітету (обкому)
- жовтень 1932 — 193.3 — Філенко В. П. (3-й секретар)
- 23 квітня 1938 — 4 червня 1938 — Компанець Іван Данилович (3-й секретар)
- 4 червня 1938 — березень 1940 — Журавель Петро Гордійович (3-й секретар)
- лютий 1939 — 10 вересня 1940 — Петрик Микита Олексійович (по пропаганді)
- квітень 1939 — 10 вересня 1940 — Рудько Павло Іванович (по кадрах)
- березень 1940 — вересень 1941 — Попудренко Микола Микитович (3-й секретар)
- 10 вересня 1940 — вересень 1941 — Рудько Павло Іванович (по пропаганді)
- 10 грудня 1940 — вересень 1941 — Новиков Семен Михайлович (по кадрах)
- 5 квітня 1941 — серпень 1941 — Наконечний Леонтій Петрович (по промисловості)
- 5 квітня 1941 — вересень 1941 — Бобир Василь Тимофійович (по транспорту)
- вересень 1943 — листопад 1946 — Новиков Семен Михайлович (3-й секретар)
- вересень 1943 — листопад 1946 — Яременко Василь Омелянович (по кадрах)
- вересень 1943 — 5 листопада 1947 — Дніпровський Павло Васильович (по пропаганді)
- листопад 1946 — вересень 1952 — Яременко Василь Омелянович (3-й секретар)
- листопад 1946 — березень 1948 — Рогинець Михайло Георгійович (по кадрах)
- березень 1948 — січень 1950 — Шапран Павло Романович (по кадрах)
- березень 1948 — вересень 1952 — Лисиця Килина Іванівна (по пропаганді)
- затв. квітень 1950 — вересень 1952 — Потапенко Микола Филимонович
- вересень 1952 — 11 січня 1963 — Шевчук Микита Сергійович (по ідеології)
- затв. вересень 1954 — липень 1955 — Замула Василь Никифорович (по сільському господарству)
- затв. жовтень 1954 — 11 січня 1963 — Воронін Микола Федорович (по промисловості)
- затв. листопад 1955 — квітень 1960 — Баклан Володимир Іванович (по сільському господарству)
- квітень 1960 — 11 січня 1963 — Демидов Віктор Митрофанович (по сільському господарству)
- 11 січня 1963 — 7 грудня 1964 — Шевчук Микита Сергійович (сільський по ідеології)
- 11 січня 1963 — 7 грудня 1964 — Лисенко Григорій Гаврилович (сільський парт-держ. контроль)
- 15 січня 1963 — 7 грудня 1964 — Собко Іван Петрович (промисловий по ідеології)
- 15 січня 1963 — 7 грудня 1964 — Воронін Микола Федорович (промисловий парт-держ. контроль)
- 7 грудня 1964 — 1975 — Дериколенко Олександр Ілліч (по ідеології)
- 7 грудня 1964 — 1970 — Лисенко Григорій Гаврилович (по сільському господарству)
- 7 грудня 1964 — 30 листопада 1981 — Ясинський Леонід Васильович (по промисловості)
- 7 грудня 1964 — лютий 1966 — Воронін Микола Федорович (парт-держ. контроль)
- 1970 — 1973 — Філоненко Віктор Лазарович (по сільському господарству)
- квітень 1973 — вересень 1978 — Желіба Володимир Іванович (по сільському господарству)
- 1975 — 22 січня 1990 — Половець Володимир Михайлович (по ідеології)
- вересень 1978 — січень 1986 — Шостак Михайло Степанович (по сільському господарству)
- 30 листопада 1981 — 5 квітня 1990 — Харченко Валентина Андріївна
- січень 1986 — січень 1989 — Лісовенко Василь Трохимович (по сільському господарству)
- 1989 — 1991 — Петренко Микола Гнатович (по сільському господарству)
- 22 січня 1990 — 28 липня 1990 — Леонов Іван Іванович (по ідеології)
- 28 липня 1990 — 1991 — Рудько Микола Олександрович (по ідеології)
- 28 липня 1990 — серпень 1991 — Сєрков В'ячеслав Григорович (по промисловій політиці)

## Заступники секретарів обласного комітету (обкому)
- затверджений квітень 1945 — листопад 1948 — Котляренко В.П. (заст. секретаря обкому по промисловості)
- затверджений квітень 1945 — 194.6 — Клешнін О.П. (заст. секретаря обкому по транспорту)
- затверджений грудень 1945 — листопад 1948 — Бик В.А. (заст. секретаря обкому по будівництву і будматеріалах)
- затверджений листопад 1946 — листопад 1948 — Самусь Микола Антонович (заст. секретаря обкому по торгівлі і громадському харчуванню)